# Apterembia cercocyrta
Apterembia cercocyrta is een insectensoort uit de familie Embiidae, die tot de orde webspinners (Embioptera) behoort. De soort komt voor in Zuid-Afrika.
Apterembia cercocyrta is voor het eerst wetenschappelijk beschreven door Krauss in 1911.